# Општина Штефешти (Прахова)
Штефешти (рум. Ştefeşti) општина је у Румунији у округу Прахова.
Oпштина се налази на надморској висини од 516 m.